# Визос
Визо́с (фр. Vizos, окс. Visòs) — коммуна во Франции, находится в регионе Юг — Пиренеи. Департамент — Верхние Пиренеи. Входит в состав кантона Люс-Сен-Совёр. Округ коммуны — Аржелес-Газост.
Код INSEE коммуны — 65480.

## География
Коммуна расположена приблизительно в 690 км к югу от Парижа, в 145 км юго-западнее Тулузы, в 39 км к югу от Тарба.
По территории коммуны протекают небольшие реки Визос (фр. Vizos) и Урмед (фр. Hourmède).

## Климат
Климат умеренно-океанический с солнечной тёплой погодой и обильными осадками на протяжении практически всего года.

## Население
Население коммуны на 2010 год составляло 40 человек.
| 1962 | 1968 | 1975 | 1982 | 1990 | 1999 | 2010 |
| ---- | ---- | ---- | ---- | ---- | ---- | ---- |
| 64   | 55   | 44   | 43   | 37   | 33   | 40   |

## Администрация
| Период | Период | Фамилия        | Партия | Примечания |
| ------ | ------ | -------------- | ------ | ---------- |
| 1995   | 2001   | Андре Суберказ |        |            |
| 2001   | 2014   | Бернадет Орин  |        |            |
| 2014   | 2020   | Магали Лаби    |        |            |

## Экономика
В 2010 году среди 27 человек трудоспособного возраста (15-64 лет) 23 были экономически активными, 4 — неактивными (показатель активности — 85,2 %, в 1999 году было 82,6 %). Из 23 активных жителей работали 23 человека (12 мужчин и 11 женщин), безработных не было. Среди 4 неактивных 1 человек был учеником или студентом, 3 — пенсионерами, 0 были неактивными по другим причинам.

## Достопримечательности
- Церковь Св. Архангела Михаила (XII век)

## Фотогалерея

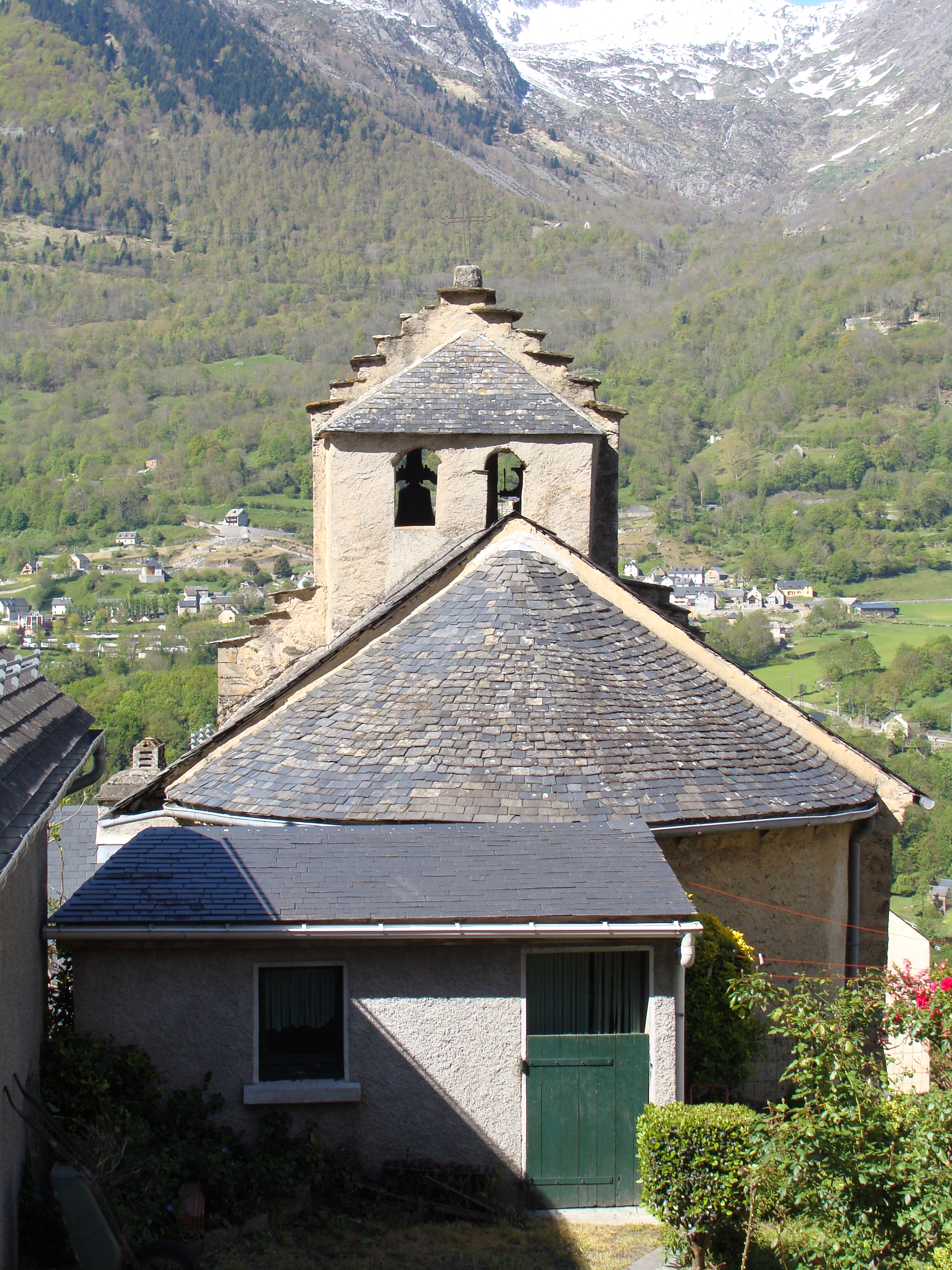
Церковь Св. Архангела Михаила
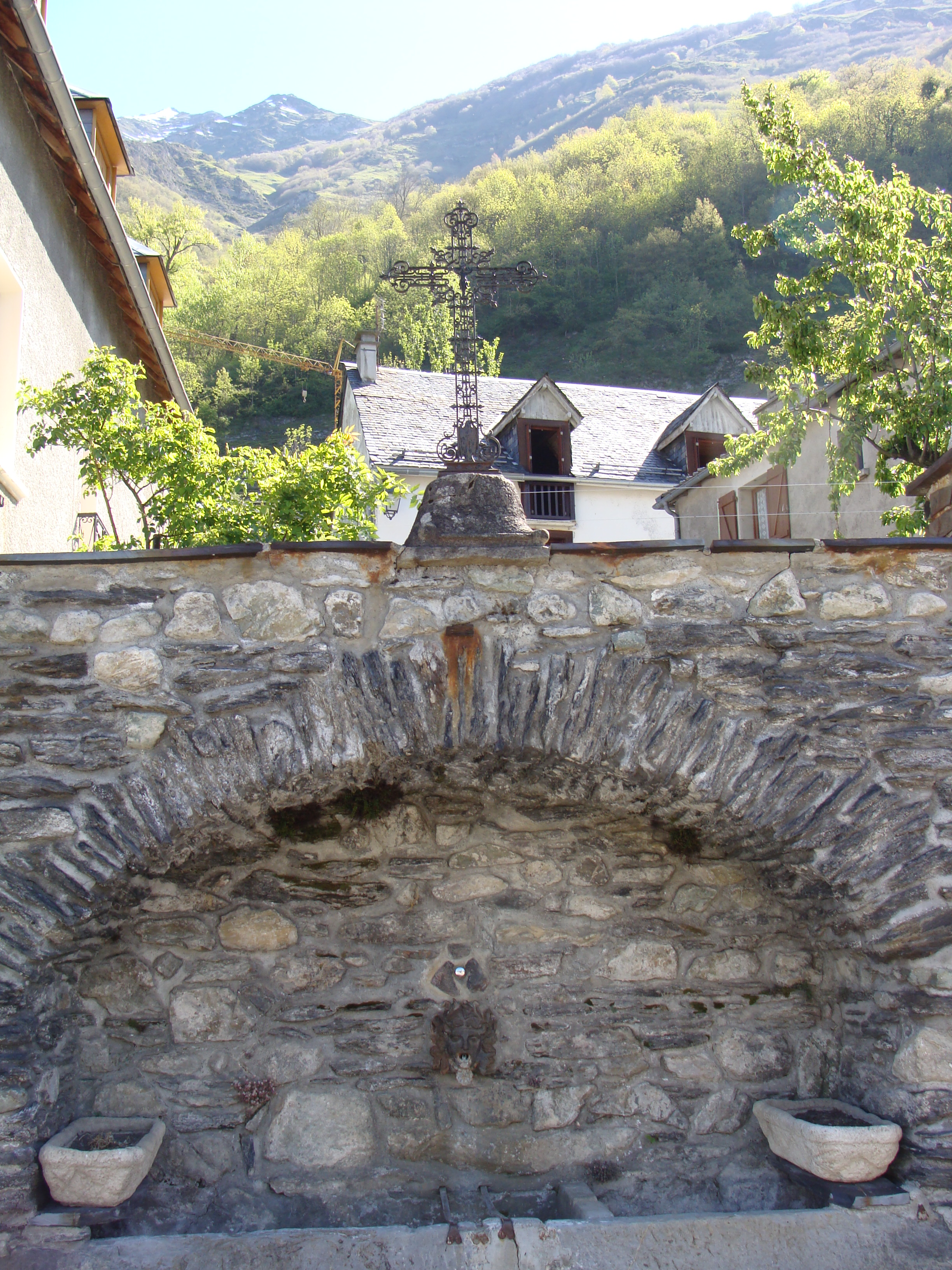
Фонтан
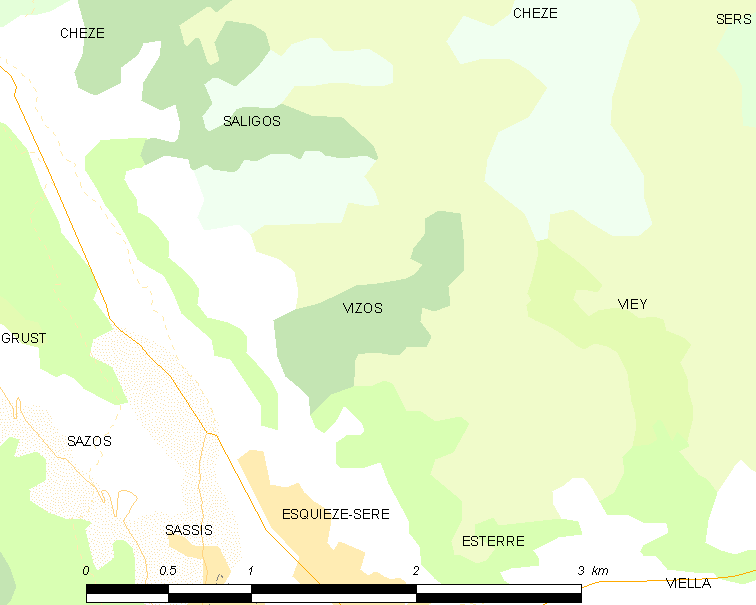
Карта коммуны